# Kidd Tetoon
Matías Alonso Díaz Riveros (Santiago de Chile, 29 de agosto de 2002), conocido artísticamente como Kidd Tetoon, es un rapero y cantante chileno. Es conocido principalmente por el tema «Illuminati» junto a Diego Smith, que posteriormente tuvo un remix con el artista puertorriqueño Ozuna.

## Biografía
Nació y se crio en la comuna de San Ramón de Santiago de Chile, junto a su madre. Asistió al Liceo Benjamín Vicuña Mackenna de La Florida. Desde pequeño ha lidiado con problemas de obesidad, lo que en un principio lo hizo víctima de bullying. Pero más tarde le sacó partido a su físico y se bautizó como Kiddtetoon cuando empezó a participar en batallas de rap.

## Carrera

### Inicios musicales
En mayo de 2019 irrumpió en la música con un primer sencillo titulado «Skte un blunt», junto con su videoclip. Habla entre otras cosas de su sobrepeso en un contexto de mucho humor ya que hasta entonces subía videos cómicos a sus redes sociales. En Spotify se definió como "comediante" y acumuló millones de reproducciones con este sencillo.
En ese año sorprendió al ser incluido en el cartel de la edición 2020 de Lollapalooza en Chile, pese a contar con apenas dos sencillos. Sin embargo, la pandemia del coronavirus obligó a cancelar el festival.
En abril de 2020 liberó el que se convertiría en uno de sus cortes más populares: «Illuminati» junto a Diego Smith. Cuando el videoclip ya superaba las diez millones de reproducciones en YouTube, Sony Music anunció que los jóvenes se unían a sus filas y que la superestrella del reggaeton Ozuna sería parte del remix.

### Nueva era y colaboraciones
Tras el lanzamiento del remix con Ozuna, Kidd Tetoon afianzó su carrera musical, sobre todo al alcanzar junto a Diego Smith el disco de oro por el número de reproducciones.
Tal como estaba pactado previo a la pandemia, Kidd Tetoon fue incluido en el cartel de Lollapalooza Chile, esta vez en su edición 2022. El show se realizó el 19 de marzo en el Parque Bicentenario de Cerrillos y sobre el escenario estuvo acompañado por diez bailarines, además de la artista urbana Loyaltty.
En noviembre de 2021 lanzó «Esa noche», una colaboración con dos nombres emergentes de la escena urbana chilena, Galee Galee y Loyaltti, y que lo lleva a explorar su lado romántico en este desolador reggaetón.

### Otros trabajos
En junio de 2021 la cadena Chilevisión confirmó a Kidd Tetoon como participante del reality de cocina El discípulo del chef, compartiendo elenco junto a nombres del espectáculo local como Bombo Fica, María Eugenia Larraín y Álvaro Morales.

## Filmografía

### Televisión
| Año  | Programa              | Rol          | Notas          |
| ---- | --------------------- | ------------ | -------------- |
| 2021 | El discípulo del chef | Participante | 2.do Eliminado |

## Premios y nominaciones
| Año  | Premios        | Categoría                       | Trabajo  | Resultado nominación |
| ---- | -------------- | ------------------------------- | -------- | -------------------- |
| 2021 | Copihue de Oro | Mejor Cantante de Música Urbana | Él mismo | Nominado             |
| 2021 | Giga Awards    | Fenómeno musical                | Él mismo | Nominado             |